# 小军山站
小军山站位于中华人民共和国湖北省武汉市汉南区武汉经济技术开发区，是武汉地铁16号线的地铁车站。

## 车站结构
小军山站位于经开大道与川江池路交叉口南侧，沿现状经开大道南北向敷设，为地下两层11.4米岛式站台车站,其中地下一层为站厅层，地下二层为站台层，车站总长度为484m，标准段宽度20.6m，采用明挖顺做法施工。车站本站共设置8个出入口（其中Ⅳ、Ⅴ号出入口预留）、4组风亭（其中3号排油烟风亭预留）和6个安全出口（其中5号安全出口预留）。

### 车站出口
|                                                 |            |      |  |
| 出口編號                                        | 設施       | 照片 |  |
| A                                               | （未开放） |      |  |
| B                                               |            |      |  |
| C                                               |            |      |  |
| D                                               |            |      |  |
| E                                               |            |      |  |
| F                                               | （未开放） |      |  |
| 注： 設有升降機 \| 設有輪椅升降台 \| 設有洗手間 |            |      |  |

## 邻近地区
小军山社区、东荆河停车场。

### 内部链接
- 武汉地铁车站列表